# Apofilita
La apofilita es un conjunto de minerales filosilicatos que se agrupan en esta denominación, considerados por la Asociación Mineralógica Internacional desde 1978 como minerales distintos con el mismo nombre según sustituciones de unos cationes por otros.
El nombre deriva del griego ἀπό (apo = lejos de) y φύλλον (phyllos = hoja), en alusión a la forma en que se exfolia cuando se calienta. El brillo perlado que presenta en algunas ocasiones hace que se la haya conocido también como  ictioftalmita, ojo de pez.
Fue descrito por René Just Haüy, en 1806. En 1978 se reconoció la existencia de varias especies distintas.

## Especies minerales
El término apofilita se aplica a los siguientes minerales en función de sus átomos:
- Fluorapofilita-(K) o Apofilita-(KF).
- Serie de solución sólida entre Fluorapofilita-(K) e Hidroxiapofilita-(K).
- Hidroxiapofilita-(K) o Apofilita-(KOH).
- Fluorapofilita-(Na) o Apofilita-(NaF).

## Formación y yacimientos
Este grupo de minerales aparecen como minerales secundarios en las rocas de basalto. El mineral con flúor suele encontrarse también asociado a granitos.
Los principales yacimientos de esta piedra están en Brasil, India, México, Islandia, Canadá, Estados Unidos y Noruega.

## Usos
La apofilita  es un mineral apreciado en el coleccionismo de minerales, dado que se pueden encontrar ejemplares muy vistosos. En algunas pseudociencias, como la cristaloterapia o el Reiki, se le atribuyen diversos efectos que nunca han sido estudiados científicamente.